# Dimitrie Popescu
Dimitrie Popescu (Straja, 1961. szeptember 10. – Bușteni, 2023. november 11.) olimpiai és világbajnok román evezős.

## Pályafutása
1984 és 1996 között négy olimpián vett részt. 1984-ben kormányos kettesben, 1988-ben kormányos négyesben szerzett ezüstérmet. Az 1992-es barcelonai olimpián kormányos négyesben arany-, kormányos kettesben bronzérmet nyert. 1985 és 1996 között a világbajnokságokon egy arany-, két ezüst- és egy bronzérmet szerzett.

## Sikerei, díjai
- Olimpiai játékok
  - aranyérmes: 1992, Barcelona (kormányos négyes)
  - ezüstérmes (2): 1984, Los Angeles (kormányos kettes), 1988, Szöul (kormányos négyes)
  - bronzérmes: 1992, Barcelona (kormányos kettes)
- Világbajnokság
  - aranyérmes: 1989 (kormányos négyes)
  - ezüstérmes (2): 1985, 1996 (kormányos kettes)
  - bronzérmes: 1987 (kormányos kettes)